# Sultanat de Lingga-Riau

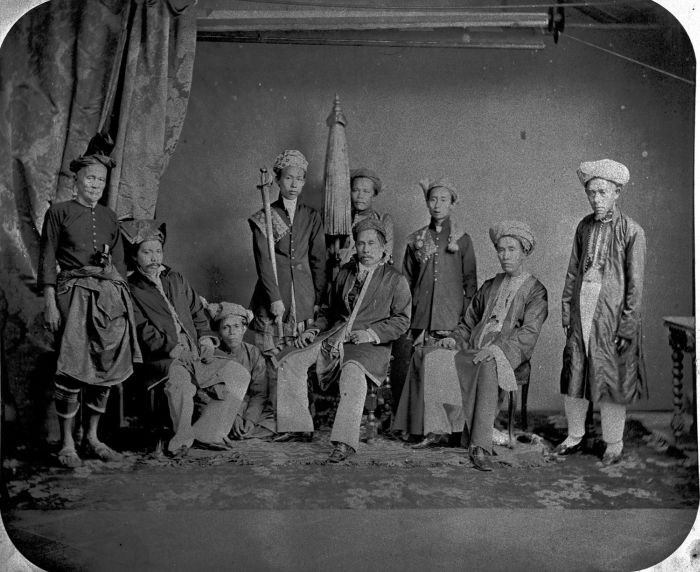
Le sultan de Lingga et sa suite (1867)

Le sultanat de Lingga-Riau est un État princier d'Indonésie qui a existé de 1819 à 1911.
Le nom de ce royaume a changé au cours du temps, en fonction de l'emplacement de sa capitale. Au XVIIe siècle, il était connu sous le nom de "sultanat de Johor", au XVIIIe siècle, "Riau-Lingga" et à partir des environs de 1790, "Lingga-Riau".

## Histoire
Jusqu'au début du XIXe siècle, Lingga, comme le reste de Riau, faisait partie du sultanat de Johor. Au XVIIIe siècle encore, Riau était le principal entrepôt sur la route maritime allant d'Inde en Chine.
En 1722, des troupes bugis recrutées par le sultan de Johor repoussent une attaque minangkabau. En récompense, le sultan accorde à leur chef le titre de Yamtuan Muda ("vice-roi"), qui deviendra héréditaire.  Le sultan malais et sa cour résidaient à Daik sur l'île de Lingga. Le Yamtuan Muda bugis et ses proches résidaient sur l'île de Penyengat, qui était le cœur véritable du royaume. Les Bugis constituaient en effet l'élite aussi bien séculière que religieuse de Riau.
En 1784, le sultanat attaque sans succès Malacca, alors contrôlée par les Néerlandais. Cet échec va affaiblir Johor.
En 1819, Raffles fonde Singapour sur une île qu'il loue au sultan de Johor.

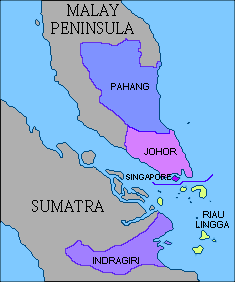
La division du sultanat de Lingga-Riau entre les empires coloniaux anglais et néerlandais. Sphère Anglaise : sultanat de Johor, royaume de Pahang, Singapour. Sphère Hollandaise: sultanat de Indragiri, sultatnat de Riau-Lingga.

Le Traité de Londres de 1824 entre les Anglais et les Néerlandais coupe le monde malais en deux. L'identité malaise se retrouve divisée entre la côte est de Sumatra et la péninsule. Riau est séparée du reste du sultanat de Johor et forme le sultanat rival de Lingga.
Les Néerlandais imposent leur "protectorat" au sultanat de Lingga en 1830. Singapour éclipse bientôt Riau comme centre du commerce régional.
Les princes bugis dominent la vie religieuse de Riau. Ils ont la réputation de promouvoir des idées réformistes. En 1857 - 1858, le Yamtuan Muda Raja Haji Abdullah est murshid (guide spirituel) de la Tariqa Naqshabandiya, une confrérie mystique soufie liée à la Turquie. D'après le Tuhfat al-Nafis (voir plus loin), tous les princes de Penyengat appartenaient à cette tariqa. À la mort de Raja Abdullah en 1858, Raja Muhammad Yusuf lui succède.
En 1866 à Penyengat, l'érudit religieux et historien moral Raja Ali Haji (1809 - 1870) termine la rédaction du Tuhfat al-Nafis ("le précieux cadeau"), une épopée relatant les actions de ses ancêtres bugis dans le monde malais commencée par son père, Raja Ahmad (né en 1773). Le livre traite des raisons des différends passés entre Malais et Bugis. Il fait l'éloge du Yamtuan Muda Raja Ja'far (règne 1805 - 1831).
Prenant prétexte des liens de mariage devenus très étroits entre les aristocraties malaise et bugis, les Néerlandais décident de ne plus nommer de Yamtuan Muda à la mort en de Raja Muhammad Yusuf, qui avait rempli cette fonction pendant 40 années. Son fils Raja Ali Kelana était d'ailleurs réticent à lui succéder. Ce "diktat" de 1900 met fin à la puissance des Bugis à Riau.